# سوشیتسا (سینیتسا)
سوشیتسا (به صربی: Sušica) یک منطقهٔ مسکونی در صربستان است که در سینیتسا واقع شده‌است. سوشیتسا ۲۵ نفر جمعیت دارد.